# Ingouville
Ingouville is een gemeente in het Franse departement Seine-Maritime (regio Normandië). De gemeente telt 261 inwoners (1999). De plaats maakt deel uit van het arrondissement Dieppe.

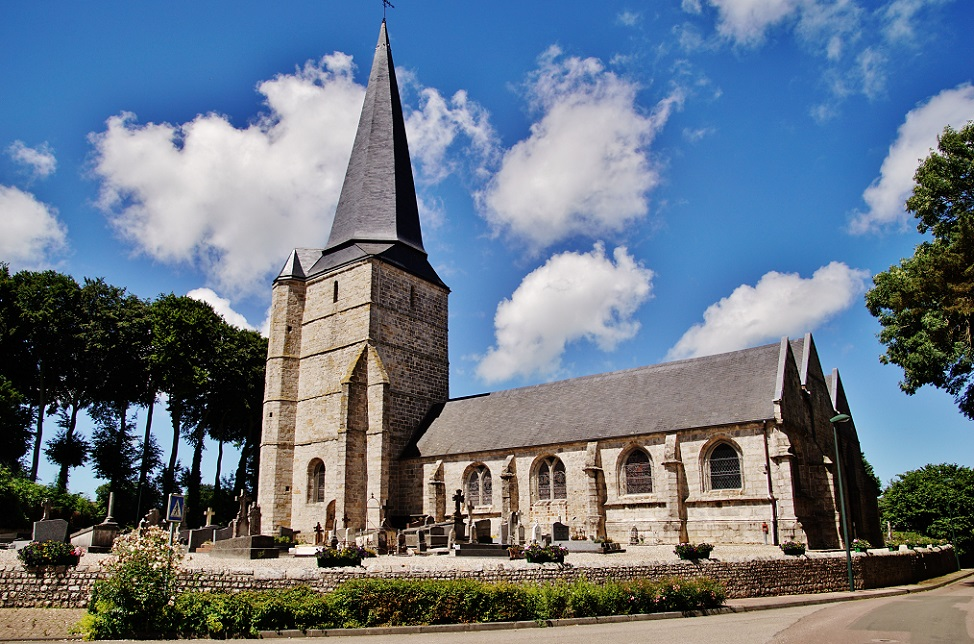
Église Notre-Dame

## Geografie
De oppervlakte van Ingouville bedraagt 7,8 km², de bevolkingsdichtheid is 33,5 inwoners per km².
De onderstaande kaart toont de ligging van Ingouville met de belangrijkste infrastructuur en aangrenzende gemeenten.

## Bezienswaardigheden
- De Église Notre-Dame

## Demografie
Onderstaande figuur toont het verloop van het inwonertal (bron: INSEE-tellingen).